# 旭町 (臺南市)
旭町為台灣日治時期台南州台南市之行政區，舊街名小東門。

## 名稱
1916年（大正5年）規劃町名改正時，原擬名「朝日町」，但臺南廳最後改為同音的「旭町」呈報總督府，同年11月3日公告、1919年（大正8年）4月1日正式實施。
日本命名為旭町、朝日町或曙町，皆取旭日東升之意，具「東」之意涵；此類名字，多用來命名位於東部的町名；台南市的旭町正位於當年台南市區之東方邊緣，再往東則是無房舍的田野。

## 町內設施
- 臺灣府城小東門
- 臺灣步兵第二聯隊（現成功大學光復校區）
- 衛戍病院（現成功大學台灣文學系館）
- 臺南高等工業學校 (現成功大學成功校區)